# Miho Fukumoto
Miho Fukumoto (en japonès: 福元 美穂) (Prefectura de Kagoshima, Japó; 2 d'octubre de 1983) és una futbolista japonesa. Juga com portera i el seu equip actual és l'Okayama Yunogo Belle de la Nadeshiko League del Japó.

## Clubs
| Club                 | País | Any    |
| -------------------- | ---- | ------ |
| Okayama Yunogo Belle | Japó | 2003 - |

## Palmarès

### Campionats internacionals
| Títol             | Equip             | Seu      | Any  |
| ----------------- | ----------------- | -------- | ---- |
| Mundial de Futbol | Selecció del Japó | Alemanya | 2011 |
| Jocs Olímpics     | Selecció del Japó | Londres  | 2012 |
| Copa d'Àsia       | Selecció del Japó | Vietnam  | 2014 |